# NBA G League 2019-2020
La stagione della NBA G League 2019-2020 è stata la 19ª edizione della NBA G League, la lega professionistica di sviluppo della NBA. 
La stagione è stata sospesa indefinitamente il 12 marzo 2020 a causa della Pandemia di COVID-19 del 2019-2021.

## Squadre partecipanti
La franchigia G League degli Atlanta Hawks, che aveva giocato come Erie BayHawks dal 2017, si è trasferita a College Park, in Georgia, in seguito al completamento del Gateway Center Arena e sono stati ribattezzati College Park Skyhawks.  I New Orleans Pelicans hanno quindi lanciato la propria squadra di espansione per la stagione 2019-2020 che gestirà la nuova franchigia dei Erie BayHawks, ma hanno in programma di trasferire la loro squadra G League a Birmingham, in Alabama- 
I Maine Red Claws hanno concordato una vendita alla loro squadra madre, i Boston Celtics, dopo aver avuto un'affiliazione con i Celtics dal 2012. 
- A.C. Clippers
- Austin Spurs
- Canton Charge
- Capital C. Go-Go
- Del. Blue Coats
- Erie BayHawks
- F.W. Mad Ants
- G. Rapids Drive
- Greens. Swarm
- Iowa Wolves
- Lakeland Magic
- Long Island Nets
- Maine Red Claws
- Memphis Hustle

- C.P. Skyhawks
- N. Arizona Suns
- Oklahoma Blue
- Raptors 905
- R.G.V. Vipers
- S.L.C. Stars
- S.C. Warriors
- S. Falls Skyforce
- South Bay Lakers
- Stockton Kings
- Texas Legends
- Westch. Knicks
- Windy City Bulls
- Wisconsin Herd

## Classifiche
As of March 11, 2020:
x – qualificati ai playoff; y – campioni di division; z – campioni di conference

### Eastern Conference
Atlantic Division
| Squadra (affiliata)       | V  | S  | PCT  | PR   | Casa  | Trasferta |
| ------------------------- | -- | -- | ---- | ---- | ----- | --------- |
| Maine Red Claws (BOS)     | 28 | 14 | 66,7 | 0    | 14–6  | 14–8      |
| Delaware Blue Coats (PHI) | 22 | 21 | 51,2 | 6,5  | 10–12 | 12–9      |
| Raptors 905 (TOR)         | 22 | 21 | 51,2 | 6,5  | 12–8  | 10–13     |
| Long Island Nets (BKN)    | 19 | 23 | 45,2 | 9    | 10–14 | 9–9       |
| Westchester Knicks (NYK)  | 17 | 24 | 41,5 | 10,5 | 7–13  | 10–11     |

Central Division
| Squadra (affiliata)       | V  | S  | PCT  | PR | Casa | Trasferta |
| ------------------------- | -- | -- | ---- | -- | ---- | --------- |
| x – Wisconsin Herd (MIL)  | 33 | 10 | 76,7 | 0  | 16–7 | 17–3      |
| x – Canton Charge (CLE)   | 29 | 14 | 67,4 | 4  | 20–4 | 9–10      |
| Grand Rapids Drive (DET)  | 25 | 18 | 58,1 | 8  | 12–7 | 13–11     |
| Fort Wayne Mad Ants (IND) | 21 | 22 | 48,8 | 12 | 16–8 | 5–14      |
| Windy City Bulls (CHI)    | 17 | 26 | 39,5 | 16 | 7–13 | 10–13     |

Southeast Division
| Squadra (affiliata)         | V  | S  | PCT  | PR   | Casa  | Trasferta |
| --------------------------- | -- | -- | ---- | ---- | ----- | --------- |
| Lakeland Magic (ORL)        | 25 | 17 | 59,5 | 0    | 11–11 | 14–6      |
| Capital City Go-Go (WAS)    | 22 | 21 | 51,2 | 3,5  | 14–7  | 8–14      |
| College Park Skyhawks (ATL) | 20 | 23 | 46,5 | 5,5  | 9–10  | 11–13     |
| Erie BayHawks (NO)          | 13 | 30 | 30,2 | 12,5 | 8–12  | 5–18      |
| Greensboro Swarm (CHA)      | 9  | 34 | 20,9 | 16,5 | 4–17  | 5–17      |

### Western Conference
Midwest Division
| Squadra (affiliata)        | V  | S  | PCT  | PR  | Casa  | Trasferta |
| -------------------------- | -- | -- | ---- | --- | ----- | --------- |
| Memphis Hustle (MEM)       | 26 | 15 | 63,4 | 0   | 14–7  | 12–8      |
| Sioux Falls Skyforce (MIA) | 22 | 20 | 52,4 | 4,5 | 15–7  | 7–13      |
| Oklahoma City Blue (OKC)   | 20 | 22 | 47,6 | 6,5 | 12–10 | 8–12      |
| Iowa Wolves (MIN)          | 19 | 24 | 44,2 | 8   | 10–13 | 9–11      |

Pacific Division
| Squadra (affiliata)          | V  | S  | PCT  | PR   | Casa  | Trasferta |
| ---------------------------- | -- | -- | ---- | ---- | ----- | --------- |
| Stockton Kings (SAC)         | 24 | 19 | 55,8 | 0    | 12–8  | 12–11     |
| Santa Cruz Warriors (GSW)    | 21 | 21 | 50,0 | 2,5  | 8–12  | 13–9      |
| Agua Caliente Clippers (LAC) | 22 | 22 | 50,0 | 2,5  | 12–10 | 10–12     |
| South Bay Lakers (LAL)       | 19 | 25 | 43,2 | 5,5  | 13–6  | 6–19      |
| Northern Arizona Suns (PHX)  | 8  | 34 | 19,0 | 15,5 | 3–18  | 5–16      |

Southwest Division
| Squadra (affiliata)            | V  | S  | PCT  | PR  | Casa  | Trasferta |
| ------------------------------ | -- | -- | ---- | --- | ----- | --------- |
| x – Salt Lake City Stars (UTA) | 30 | 12 | 71,4 | 0   | 17–6  | 13–6      |
| Austin Spurs (SAS)             | 24 | 18 | 57,1 | 6   | 13–9  | 11–9      |
| Texas Legends (DAL)            | 24 | 19 | 55,8 | 6,5 | 12–11 | 12–8      |
| Rio Grande Valley Vipers (HOU) | 15 | 27 | 35,7 | 15  | 6–13  | 9–14      |

## Premi NBA G League
- NBA Development League Most Valuable Player Award: Frank Mason, Wisconsin Herd
- NBA Development League Rookie of the Year Award:  Tremont Waters, Maine Red Claws
- NBA Development League Defensive Player of the Year Award:  Christ Koumadje, Delaware Blue Coats
- Dennis Johnson Coach of the Year Award:  Martin Schiller, Salt Lake City Stars
- NBA Development League Most Improved Player Award:  Gabe Vincent, Stockton Kings / Sioux Falls Skyforce
- NBA Development League Basketball Executive of the Year Award: Bart Taylor, Salt Lake City Stars
- Jason Collier Sportsmanship Award: Ivan Rabb, Westchester Knicks
- All-NBDL First Team
- All-NBDL Second Team
- All-NBDL Third Team
- All-NBDL All-Defensive First Team
- All-NBDL All-Rookie First Team